# Parabalani
Les parabalanis (du grec ancien : παραβαλανεῖς), ou parabolanes (forme latine du grec ancien παράβολοι ou παραβολᾶνοι), ont été les membres d'une confrérie chrétienne qui, dans l'Église primitive, s'est spécialisée dans les soins aux malades et l'enterrement des morts. L'historien Alexandre Philipsborn voit en cette confrérie une compagnie d'ambulanciers ; il semble qu'ils ne constituaient pas à proprement parler un personnel médical, mais plutôt un groupe qui transportait les malades, présents dans les rues de la ville (comme les lépreux), dans les institutions spécialisées dans les soins (comme les léproseries).
Deux lois de 416 et 418, présentes dans le Code de Théodose, stipulent que seuls les pauvres des corporations peuvent accéder à cette confrérie. Il n'est pour autant pas possible d'affirmer que seul des pauvres y étaient présents avant 416. Ils ont aussi fonctionné comme préposés aux évêques locaux et sont parfois utilisés comme gardes du corps ou hommes de main lors des affrontements violents avec leurs adversaires.
Deux lois du Code théodosien de 416 et 418 montrent que ce groupe devint l'objet d'un enjeu politique en raison de la « terreur » qu'ils semèrent dans la ville d'Alexandrie, notamment contre les juifs. Ils furent par ailleurs impliqués dans la mise à mort de la philosophe Hypatie d'Alexandrie en 415 ainsi que dans la tentative d'assassinat d'Oreste, préfet romain d'Alexandrie,,. Ce dernier avait envoyé un rapport cinglant à propos de leurs agissements à l'empereur Théodose II,, qui décida alors de réduire le nombre des parabolanes à 500 en 416, et à 600 en 418. De plus, les riches et membres des curiales avaient interdiction d'entrer dans ce groupe, probablement pour qu'il ne se forme pas d'alliance entre les membres de l'élite politique de la ville et l'évêque Cyrille, lié aux parabolanes. L'ordre public était un enjeu majeur pour le pouvoir impérial tout au long de l'Empire.
Un débat historiographique analyse le rôle des parabolanes et de l'évêque d'Alexandrie, Cyrille, dans la mort d'Hypatie. Il est possible que les parabolanes furent envoyés à l'instigation de l'évêque pour éliminer la philosophe, amie du préfet Oreste récemment converti au christianisme, mais choqué et opposé au fanatisme de l'évêque et de ses partisans. Cependant, la source principale nous rapportant ces événements, la Vie de Sévère par Zacharie le Scholastique, ne permet pas d'affirmer avec certitude que Cyrille fut à l'origine de cette décision, les parabolanes ayant pu agir de leur propre initiative.

## Dans les arts
Le film Agora, d'Alejandro Amenabar, met en scène cette confrérie.